# Okręg Korcza
Okręg Korcza (alb. Rrethi i Korçës) – jeden z trzydziestu sześciu okręgów administracyjnych w Albanii; leży w południowo-wschodniej części kraju, w obwodzie Korcza.
Liczy ok. 141 tys. osób (2008) i zajmuje powierzchnię 1752 km², jest drugim co do wielkości okręgiem w kraju (po okręgu Szkodra). Jego stolicą jest Korcza. W skład okręgu wchodzi szesnaście gmin. Dwie miejskie (Bashkia): Korcza i Maliq, oraz czternaście wiejskich: Drenovë, Gorë, Lekas, Libonik, Pustec (do 2013 roku Liqenas), Moglicë, Mollaj, Pirg, Pojan, Qendër Bulgarec, Vithkuq, Voskop, Voskopojë, Vreshtas.

## Ludność
Całkowita liczba ludności: 193 992 mieszkańców; 50 786 rodziny, z tego w Korczy: 74 370 mieszkańców (23 082 rodziny) oraz w Maliq 5361 mieszkańców (1388 rodzin).
Inne miejscowości: Maliq, Voskopojë.